# Ceratinia fuscens
Ceratinia fuscens är en fjärilsart som beskrevs av Richard Haensch 1905. Ceratinia fuscens ingår i släktet Ceratinia och familjen praktfjärilar. Inga underarter finns listade i Catalogue of Life.